# 荒谷俊治
荒谷俊治（日语：／ Aratani Shunji */?，1930年4月1日—2020年1月1日），日本古典音乐指挥家。

## 生平
1930年生于广岛县。1953年毕业于九州大学法学部，1955年毕业于同大学文学部。曾跟随石丸宽学习指挥，跟随高田三郎学习作曲。1959年在东京放送合唱团作为指挥初次登台演出。1968年至1974年担任东京爱乐交响乐团指挥。1969年由文化廳派遣至美国留学，研习乔治·塞尔等国际知名指挥家的作品。1970年春在克利夫兰管弦乐团担任指挥。同年秋与东京芭蕾舞团赴欧洲各国演出，担任客座指挥。1974年至1980年，担任名古屋爱乐交响乐团常任指挥。1975年之后还担任町田爱乐交响乐团音乐总监兼常任指挥。2002年获该年度“东京都文化功劳者”表彰。2003年2月至2012年6月，担任日本指挥者协会会长。2004年11月，获“地域文化功劳者”文部科学大臣表彰。2018年获町田市名誉市民称号。
2020年1月1日因心臟衰竭在东京都町田市的一家医院去世。